# Cuestión judía
La cuestión judía fue el nombre dado a un amplio debate en la sociedad europea relativa a la situación y el tratamiento de los judíos en la sociedad correspondiente. El debate involucró al estado civil, legal y nación  de los judíos como una minoría dentro de la sociedad, sobre todo en Europa. El debate se inició dentro de las sociedades, políticos y escritores en Europa occidental y central, influenciados por el Siglo de las Luces y Revolución francesa. Los temas incluyen las restricciones y limitaciones contra judíos, temas jurídicos y económicos, la igualdad, emancipación judía e Ilustración judía.
El término, sin embargo, también ha sido utilizado por los defensores del aumento del antisemitismo desde la década de 1880, así como por los proponentes y opositores del establecimiento de un estado judío.
En el siglo XX, el régimen nazi en Alemania había decidido deportar al pueblo judío. Heinrich Himmler y Reinhard Heydrich fueron los principales arquitectos del plan, y el Obersturmbannführer austro-alemán Adolf Eichmann lo llamó "la solución final de la cuestión judía" (en alemán: die Endlösung der Judenfrage). Este plan provocó la muerte sistemática, patrocinada por el estado, de seis millones de judíos por los nazis y sus colaboradores durante la Segunda Guerra Mundial.

## Historia de la "Cuestión judía"
El término "cuestión judía" se utilizó por primera vez en Gran Bretaña en torno a 1750. Según la erudita en el Holocausto Lucy Dawidowicz, el término "cuestión judía", introducido en Europa occidental, fue una expresión neutra por la actitud negativa hacia la singularidad evidente y persistente de los judíos, como pueblo en el contexto de los crecientes nacionalismos políticos y nuevos estados-nación. Dawidowicz escribe que "la historia de la emancipación judía y del antisemitismo europeo está repleta de proferidas 'soluciones a la cuestión judía'. La cuestión fue discutida en la próxima Francia ("la question juive") después de la Revolución Francesa en 1789, antes de llegar a Alemania vía el tratado de Bruno Bauer Die Judenfrage, "La cuestión judía".
A partir de ese momento cientos de otros Tractates, folletos, artículos de prensa y libros fueron escritos sobre el tema, con muchas "soluciones", incluyendo el reasentamiento, la deportación y la asimilación de la población judía. De manera similar, cientos de piezas de literatura fueron escritos oponiéndose a estas "soluciones" y han ofrecido soluciones como la reintegración y la educación. Este debate, sin embargo, no podía decidir si el problema de la cuestión judía tenía más que ver con los problemas planteados por los opositores de los judíos alemanes o viceversa: el problema planteado por la existencia de los judíos alemanes a sus oponentes.
Desde alrededor de 1860 la idea adquirió una tendencia cada vez más antisemita: los judíos fueron descritos bajo este título como un obstáculo a la identidad y la cohesión de la nación alemana y como enemigos dentro del propio país de los alemanes. Antisemitas tales como Wilhelm Marr, Karl Eugen Dühring, Theodor Fritsch, Houston Stewart Chamberlain, Paul de Lagarde y otros declararon que un problema irresoluble racial a través de la integración, a fin de que sus demandas de la "desjudificacion" de la prensa, la educación, estado y la economía, la cultura posibles, junto con sus demandas de la condena de los matrimonios mixtos entre judíos y no judíos. También utilizaron esta definición para expulsar a los judíos fuera de sus supuestamente posiciones más socialmente dominantes.
El uso más infame de esta expresión fue por los nazis en el siglo XX, que culminó en la ejecución de su "Solución final para la cuestión judía" durante la Segunda Guerra Mundial.

## Uso temprano
Un uso temprano de la expresión "La cuestión Judía" apareció durante el debate sobre la "Ley judía de 1753" en Inglaterra. Según Otto Dov Kulka de la  Universidad Hebrea de Jerusalén, el término se generalizó en el siglo 19, cuando fue utilizado en las discusiones sobre la emancipación judía en Alemania (Judenfrage).

## Bruno Bauer - "La Cuestión judía"
En su libro La Cuestión judía, publicado en 1843, Bruno Bauer sostuvo que los judíos pueden lograr la emancipación política solo si renuncian a su conciencia religiosa particular, ya que la emancipación política requiere un estado laico, que, el asume, no deja "espacio" para identidades sociales tales como la religión. Según Bauer, tales exigencias religiosas son incompatibles con la idea de "los derechos del hombre." La verdadera emancipación política, para Bauer, requiere la abolición de la religión.

## Karl Marx - "Sobre la cuestión judía"
Karl Marx respondió a Bauer en su ensayo de 1844 "Sobre la cuestión judía".  Marx contradijo la opinión de Bauer que la naturaleza de la religión judía impidió la asimilación del judaísmo. En su lugar, se centró en el papel social y económico específico del grupo judío en Europa, que, según él, se perdió cuando el capitalismo, la base material para el judaísmo, asimiló las sociedades europeas en su conjunto.
Marx utiliza el ensayo de Bauer como una ocasión para su propio análisis de los derechos liberales. Marx sostiene que Bauer está equivocado en su suposición de que en un "Estado laico", la religión ya no jugará un papel destacado en la vida social, y, como ejemplo se refiere a la omnipresencia de la religión en la Estados Unidos, que a diferencia de Prusia, no tenía religión del estado. En el análisis de Marx, el "Estado laico" no se opone a la religión, pero en realidad más bien presupone. La eliminación de las cualificaciones religiosas o de propiedad de los ciudadanos no significa la abolición de la religión o de la propiedad, pero solo presenta una forma de considerar a los individuos en la abstracción de ellos.

En esta nota Marx va más allá de la cuestión de la libertad religiosa a su verdadera preocupación con el análisis de Bauer de "emancipación política". Marx concluye que si bien las personas pueden ser "espiritual" y "políticamente" libres en un Estado laico, aún pueden estar unidos a las limitaciones materiales de la libertad por la desigualdad económica, la suposición de que más tarde formarían la base de sus críticas de el capitalismo.

## Después de Marx
Werner Sombart elogió a los judíos por su capitalismo y presentado los judíos de la corte del siglo 17-18 como integrados y un modelo para la integración. En el siglo 20, el debate fue aún ampliamente discutido y elevó a la fama por el Caso Dreyfus en Francia. Dentro de la élite religiosa y política, algunos siguieron a favorecer la asimilación y el compromiso político en Europa, mientras que otros, como  Theodor Herzl, propusieron el avance de un Estado judío por separado y la causa sionista.
Entre 1880 y 1920, millones de judíos buscaron su propia solución a los pogromos de Europa del Este mediante la emigración a otros lugares, como a los Estados Unidos, Sudamérica y Europa occidental.

## La solución final

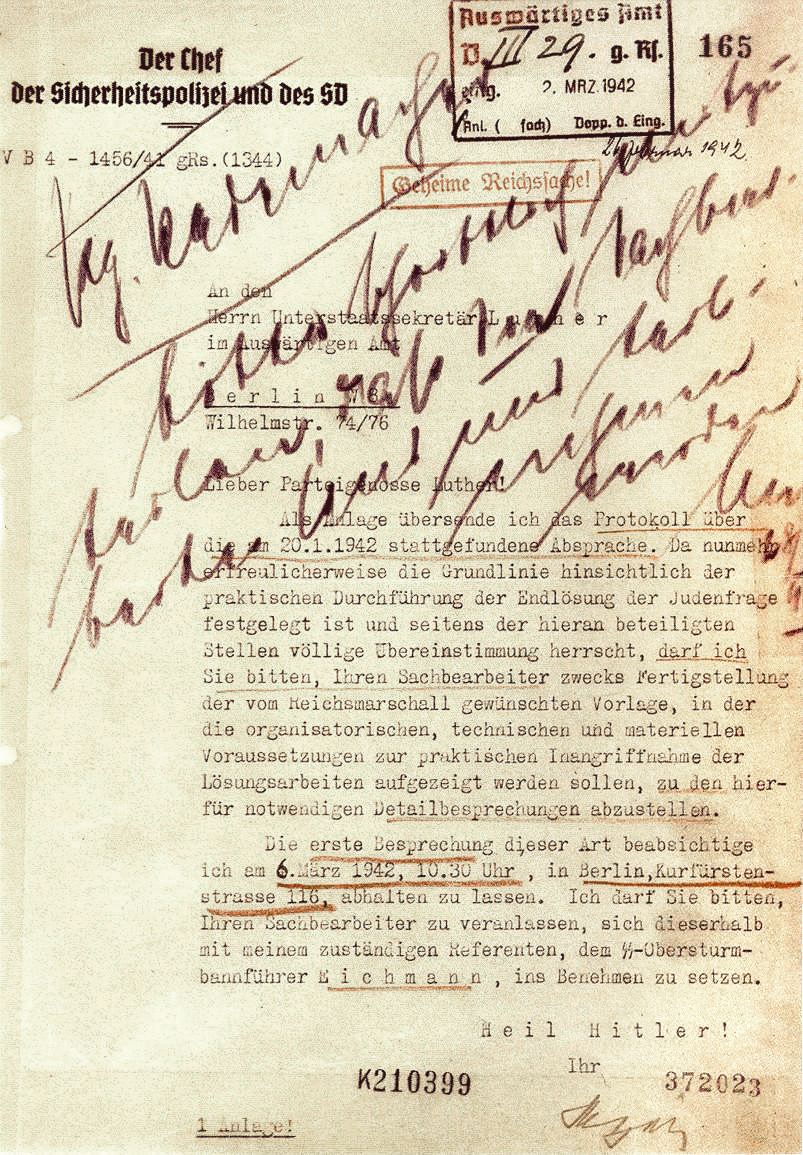
El 26 de febrero de 1942, una carta dirigida al diplomático alemán Martin Luther, fue redactada por Reinhard Heydrich durante la Conferencia de Wannsee para solicitar a Luther asistencia administrativa para la implantación de la "Endlösung der Judenfrage" (Solución final al problema Judío).

La solución final, también conocida en la terminología nazi como «solución final de la cuestión judía» (en alemán, Endlösung der Judenfrage), es el nombre del plan de los nazis para llevar a cabo el genocidio sistemático de la población judía europea durante la Segunda Guerra Mundial. Solo después de la guerra se empezó a conocer a la «solución final» como el Holocausto o Shoah, es decir, al proceso que involucró la deportación sistemática y exterminio de toda persona clasificada como judía por los nazis independientemente de la religión que profesara. La expresión «solución final» fue empleada por Adolf Eichmann, funcionario nazi a cargo de la primera instancia del asesinato en masa, a la que él denominó «reinstalación».

### Propaganda
La propaganda nazi era producida para manipular la opinión pública, sobre todo sobre la base de los escritos de la gente como Eugen Fischer, Fritz Lenz y Erwin Baur en el libro Fundamentos de la enseñanza heriditaria humana e Higiene Racial. Y en el libro Die Freigabe der Vernichtung lebensunwerten Lebens ("Permitir la destrucción de las vidas indignas de ser vividas") de Karl Binding y Alfred Hoche o en seudo beca creada por Gerhard Kittel.